# Alegeri generale în România, 1937
Alegerile generale s-au ținut în România pe 20 și 22 decembrie 1937. Au fost ultimele alegeri din România înainte ca Regele Carol al II-lea să dizolve Parlamentul și să instaureze o dictatură regală în februarie. Până la următoarele alegeri sub constituția democratică din 1923, România a trecut peste două dictaturi și o a treia ce a fost consolidată rapid. Au fost, de asemenea, ultimele alegeri în conformitate cu un vot universal pentru bărbați.
Primul tur al alegerilor a fost pentru Adunarea Deputaților, celălalt pentru Senat. În timpul primei runde, au avut loc ciocniri la Orhei și Târgu Mureș, soldate cu moartea a patru persoane și cu 300 de arestări. După vot, comisia electorală a luat observatorii prin surprindere, hotărând ca la alocarea mandatelor prin reprezentarea proporțională, să considere întreaga țară ca o singură circumscripție, în loc de a folosi împărțirea pe circumscripții mai mici, așa cum era obișnuit.
Liberalii lui Gheorghe Tătărescu, care au fost la putere din 1933, au obținut rezultate neașteptat de slabe în sondaje (nereușind să obțină 40% din voturi, care le-ar fi garantat o largă majoritate parlamentară, conform principiului Primei Majoritare). Din moment ce nu au putut forma o alianță cu rivalii lor Partidul Național Țărănesc (PNȚ) sau cu Partidul Totul pentru Țară (aripa politică a organizației Garda de Fier), Regele Carol al II-lea l-a invitat pe poetul Octavian Goga să formeze un guvern, în ciuda faptului că partidul său a terminat al patrulea și a avut o platformă deschis antisemită.

## Rezultate oficiale

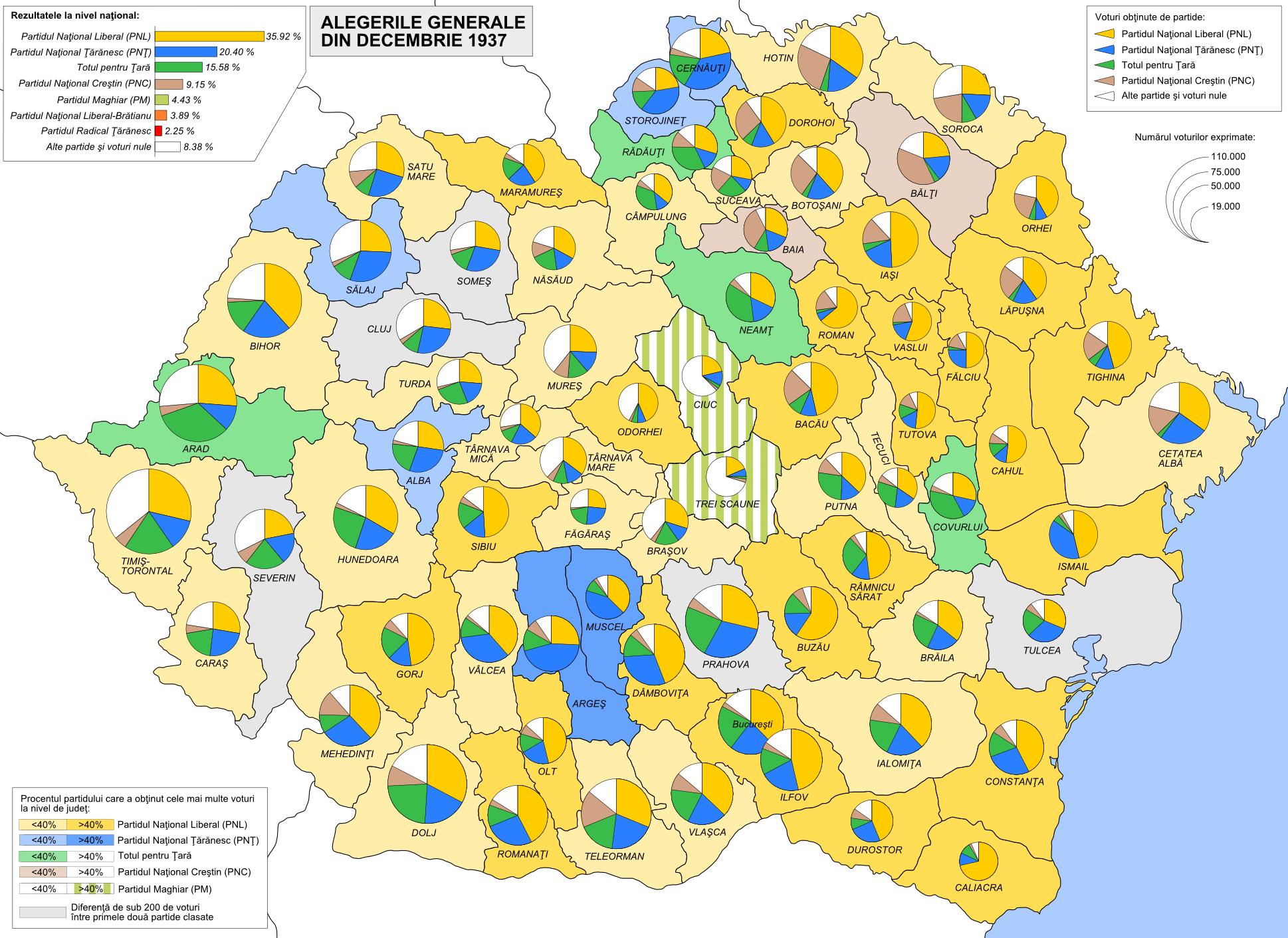
Rezultatele alegerilor generale din 1937, la nivel de județ

Adunarea Deputaților

| Partid sau alianță | Total voturi | % (față de total) | Voturi validate | % (după redistribuire) | Mandate după redistribuire |
| --- | ------------ | ----------------- | --------------- | ---------------------- | -------------------------- |
| Partidul Național Liberal (C. I. Brătianu) | 1.103.353    | 35,92             | 1.103.353       | 39,21                  | 152                        |
| Partidul Național-Țărănesc | 626.612      | 20,40             | 626.612         | 22,26                  | 86                         |
| Totul pentru Țară | 478.378      | 15,58             | 478.378         | 17,60                  | 66                         |
| Partidul Național Creștin | 281.167      | 9,15              | 281.167         | 9,99                   | 39                         |
| Partidul Național Maghiar din România | 136.139      | 4,43              | 136.139         | 4,84                   | 19                         |
| Partidul Național Liberal (Gh. Brătianu) | 119.361      | 3,89              | 119.361         | 4,24                   | 16                         |
| Partidul Țărănesc-Radical | 69.198       | 2,25              | 69.198          | 2,46                   | 9                          |
| Partidele ce nu au obținut minimum 2% din voturi nu vor intra în Parlament, voturile lor (211.932) vor fi scăzute din total, procentele vor fi recalculate pe baza sumei voturilor partidelor intrate în Parlament (2.814.208) iar numărul de locuri (387) va fi redistribuit conform noilor procente; aceasta pentru că niciun partid nu a obținut baremul de 40%. |              |                   |                 |                        |                            |
| Partidul Agrar | 52.101       | 1,70              |                 |                        |                            |
| Partidul Evreiesc din România | 43.681       | 1,42              |                 |                        |                            |
| Partidul German din România | 43.612       | 1,42              |                 |                        |                            |
| Partidul Social Democrat | 28.840       | 0,94              |                 |                        |                            |
| Partidul Poporului | 25.567       | 0,83              |                 |                        |                            |
| Frontul Muncii | 6.986        | 0,23              |                 |                        |                            |
| Sfatul Negustoresc | 1.219        | 0,04              |                 |                        |                            |
| Partidele ce urmează au obținut fiecare câte un număr infim de voturi și prin urmare comisia nu a mai calculat procentul individual ci doar a furnizat procentul tuturor acestor partide (0.32%). |              |                   |                 |                        |                            |
| Lista independentă Gheorghe Iliuță (Dolj) | 1.092        |                   |                 |                        |                            |
| Lista independentă T. Andreescu Rigo (București) | 931          |                   |                 |                        |                            |
| Partidul Conservator (Gr. Filipescu) | 879          |                   |                 |                        |                            |
| Lista independentă Gheorghe Tătărăscu (Ilfov) | 703          |                   |                 |                        |                            |
| Lista independentă Chiriac Gh. Vasilescu (Dâmbovița) | 527          |                   |                 |                        |                            |
| Lista independentă Banciu Mircea (Ialomița) | 527          |                   |                 |                        |                            |
| Tineretul Național-Liberal din Prahova | 517          |                   |                 |                        |                            |
| Lista independentă Cihodaru Vasile (Roman) | 371          |                   |                 |                        |                            |
| Partidul Unității Naționale | 360          |                   |                 |                        |                            |
| Lista independentă Ion A. Mălăncioiu (Muscel) | 318          |                   |                 |                        |                            |
| Lista independentă Traian Mateescu (Olt) | 316          |                   |                 |                        |                            |
| Partidul Țărănesc (Gh. Ștefănescu Goiceanu) | 267          |                   |                 |                        |                            |
| Lista independentă Oliviu Zavloschi (Iași) | 267          |                   |                 |                        |                            |
| Lista independentă Gheorghe Răileanu (Roman) | 246          |                   |                 |                        |                            |
| Lista independentă Gheorghe Marinescu (Brăila) | 236          |                   |                 |                        |                            |
| Lista independentă Neculai Manole (Roman) | 208          |                   |                 |                        |                            |
| Lista independentă Ion Pârău (Iași) | 201          |                   |                 |                        |                            |
| Lista independentă Popescu R. Ion (Dâmbovița) | 189          |                   |                 |                        |                            |
| Lista independentă Petre Strihan (Ialomița) | 138          |                   |                 |                        |                            |
| Lista independentă Marin Georgescu (Ilfov) | 132          |                   |                 |                        |                            |
| Lista independentă Contu Florin (Iași) | 131          |                   |                 |                        |                            |
| Lista independentă Dumitru A. Crăciun (Dolj) | 109          |                   |                 |                        |                            |
| Lista independentă V. Boghiceanu (Fălciu) | 98           |                   |                 |                        |                            |
| Lista independentă Tudor Urucu (Vlașca) | 98           |                   |                 |                        |                            |
| Lista independentă Virgil Lărgeanu (Ilfov) | 90           |                   |                 |                        |                            |
| Lista independentă S. Buzuliuc (Fălciu) | 85           |                   |                 |                        |                            |
| Lista independentă Ion F. Buricescu (Ialomița) | 84           |                   |                 |                        |                            |
| Partidul Svastica de Foc | 83           |                   |                 |                        |                            |
| Lista independentă Constantin C. Mocanu (Bacău) | 77           |                   |                 |                        |                            |
| Lista independentă Avocat Petre Tudor (Brăila) | 69           |                   |                 |                        |                            |
| Lista independentă Mușat Petre (Teleorman) | 60           |                   |                 |                        |                            |
| Lista independentă Ștefan Moscu (Constanța) | 57           |                   |                 |                        |                            |
| Lista independentă V. Fortunescu (Dolj) | 57           |                   |                 |                        |                            |
| Lista independentă Constantin Bădoi (Vâlcea) | 55           |                   |                 |                        |                            |
| Lista independentă Constantin Șteflea (Vâlcea) | 52           |                   |                 |                        |                            |
| Lista independentă I.N. Luca (Muscel) | 52           |                   |                 |                        |                            |
| Lista independentă I. Dumitrescu (București) | 39           |                   |                 |                        |                            |
| Lista independentă Jenică Platon (Fălciu) | 36           |                   |                 |                        |                            |
| Lista independentă Florea Simion (Hunedoara) | 29           |                   |                 |                        |                            |
| Lista independentă Stan Petre (Argeș) | 26           |                   |                 |                        |                            |
| Lista independentă Pavel Marinescu (Vâlcea) | 26           |                   |                 |                        |                            |
| Lista independentă N. Nicolaescu Bugheanu (Muscel) | 18           |                   |                 |                        |                            |
| Lista independentă Căpitan Chiriță Vasile (Olt) | 15           |                   |                 |                        |                            |
| Lista independentă Mihai Romano (Vaslui) | 12           |                   |                 |                        |                            |
| Lista independentă Ioan Meșină (Vâlcea) | 11           |                   |                 |                        |                            |
| Lista independentă Lalu Alecu (Tutova) | 10           |                   |                 |                        |                            |
| Lista independentă Lazăr Gref (Vaslui) | 9            |                   |                 |                        |                            |
| Lista independentă Niculescu Gheorghe (R.-Sărat) | 4            |                   |                 |                        |                            |
| Lista independentă Vasilescu Stere (R.-Sărat) | 3            |                   |                 |                        |                            |
| Lista independentă Dumitrescu Gheorghe (R.-Sărat) | 3            |                   |                 |                        |                            |
| Lista independentă Stanciu P. Niculae (R.-Sărat) | 2            |                   |                 |                        |                            |
| Lista independentă Voicu Petre (R-Sărat) | 1            |                   |                 |                        |                            |

Listele electorale cuprindeau un număr de 4.649.163 alegători, dintre care 3.071.695 au votat (~66%). Dintre acestea, 45.555 de voturi au fost anulate iar 211.932 au fost eliminate (corespunzând celor care au obținut sub 2%), rămânând 2.814.208 voturi valide conferind un număr de 387 de mandate.

Senat
| Partid sau alianță                         | Mandate Colegiu Universal | Mandate Colegii consilii comunale și consilii județene | Mandate Senatori de drept | Mandate totale |
| ------------------------------------------ | ------------------------- | ------------------------------------------------------ | ------------------------- | -------------- |
| Partidul Național Liberal (C. I. Brătianu) | 97                        | 68                                                     | 0                         | 165            |
| Partidul Național-Țărănesc                 | 9                         | 1                                                      | 0                         | 10             |
| Totul pentru Țară                          | 4                         | 0                                                      | 0                         | 4              |
| Partidul Național Maghiar din România      | 3                         | 0                                                      | 0                         | 3              |
| Partidul Agrar                             | 0                         | 1                                                      | 0                         | 1              |
| Ion Jonică (candidat independent)          | 0                         | 1                                                      | 0                         | 1              |
| Senatori de drept                          | 0                         | 0                                                      | 20                        | 20             |

Au fost 2.148.156 alegători încriși pe liste pentru Colegiul Universal, dintre care au votat 1.198.076 (55,77%; cea mai scăzută prezență în Cluj: 27%, cea mai ridicată în Teleorman: 80%). PNL a obținut de două ori mai multe voturi decât PNȚ.

Pentru Colegiul consiliilor (câte un loc pe județ, mai puțin Bucureștiul) au votat 72.723 dintr-un total de 87541 (83%; cea mai mare prezență: Suceava cu 98,38%; cea mai mică: Ilfov cu 41,15%), PNL obținând de mai bine de trei ori mai multe voturi decât PNȚ.